# Moriat
Moriat é uma comuna francesa na região administrativa de Auvérnia-Ródano-Alpes, no departamento Puy-de-Dôme. Estende-se por uma área de 10,76 km². Em 2010 a comuna tinha 383 habitantes (densidade: 35,6 hab./km²).